# 芹沢里桜
芹沢 里桜（せりざわ りお、1996年10月10日 - ）は、日本の女性声優。東京都出身。かつてはネクシード預かり。

## 経歴・人物
東放学園高等専修学校、シグマ・セブン養成所卒業。養成所の同期に木本景子や登日々季らがいる。
2016年7月より、社会貢献アイドルグループWHiTE BEACHのメンバー・RIOとしても活動した。当時のメンバーカラーはピンクで、現在もピンクを好む。2018年3月に脱退したが、同年12月のワンマンライブにゲスト出演している。
2017年春より声優事務所ネクシードの預かり所属となる。2018年5月発売のカナダ・スペイン合作映画『シンクロナイズドモンスター』Blu-ray&DVDの日本語吹き替えが声優としての初仕事となった。憧れとする甲斐田裕子や堀内賢雄などと混ざっての仕事で緊張したというが、収録現場が終始和やかな雰囲気だったため、余計な力が入らずに演じることができたという。
2022年春頃よりネクシードへの所属が確認できなくなっている。
丸顔の容姿。趣味に映画鑑賞、ミュージカル鑑賞、ネイルアートなどを挙げる。好きな食べ物はフライドポテト。ディズニーを好み、ディズニー作品に出演することを目標の一つにしていた。

## 出演
太字はメインキャラクター。

### テレビアニメ
- BanG Dream! 2nd Season（2019年、生徒[14]）

### ゲーム
- 君は雪間に希う（2021年）[15]

### 吹き替え

#### 映画
2018年
- シンクロナイズドモンスター（少女 他）
- 黄泉がえる復讐

2019年
- レジェンダリー・ストーン 巨神ゴーレムと魔法の石（オレンカ〈エヴァ・コシェヴァ）
- ラスト・サマー -この夏の先に-（シエラ〈ブレンナ・シャーマン〉、クリスティン・パーディ〈グリア・グラマー〉 他）
- ブレイブ・ロード 名もなき英雄（アイラ(少女)〈キム・ソル〉、ヌーラン〈ダムラ・ソンメス〉 他）
- クレイジー・リッチ!（フィオナ・タン＝チェン〈ヴィクトリア・ローク〉、ペク・リンの妹の双子 他）
- ミッシング・タワー（ヴァイオレット〈テイラー・リチャードソン〉 他）
- 無双の鉄拳（ソヨン〈ペ・ヌリ〉）

2020年
- マクマホン・ファイル（キャット・マクマホン〈オナタ・アプリール〉 他）
- THAT/ザット ジ・エンド（コディ〈ジェイミー・リマウィ〉 他）

2021年
- コスモボール/COSMO BALL（ファン〈エリザヴェータ・タイチェンアチェワ〉）

2023年
- ナポレオン（オルタンス）

#### ドラマ
2018年
- プリーチャー シーズン3（リサ）
- フィアー・ザ・ウォーキング・デッド シーズン4 - （2018年 - 、チャーリー〈アレクサ・ニーゼンソン〉）

2019年
- レイブンのウチはチョー大変!（レスリー）
- Major Crimes 〜重大犯罪課 シーズン6（エラ 他）
- MACGYVER/マクガイバー シーズン3（サム 他）
- カウンターパート2/暗躍する分身（少女エミリー）

2020年
- シスター戦士（カミラ〈オリビア・デルカン〉 他）

2022年
- オールモスト・ネバー 夢みるバンド物語（マイア〈マイア＝レシア・ネイラー〉）
- 4400（ミルドレッド〈オータム・ベスト〉）

#### ドキュメンタリー・その他
2022年
- Formula 1: 栄光のグランプリ（シャーロット・セフトン 他）
- ワッフルとモチのレストラン

### 舞台
- ネクシードタレント事業部 10周年記念舞台公演「運河 〜せせらぐ運命の河〜」（2018年5月8日・9日、DDD青山クロスシアター）[22]